# Тепличный комбинат Южный
АО Агрокомбинат «Южный» — российская агропромышленная компания.
Агрокомбинат «Южный» — крупнейший в России по площади тепличный комбинат, расположенный на территории Абазинского района Карачаево-Черкесии. Строительство агрокомбината было приурочено к Олимпийским играм 1980 года, проводимым в Москве, и закончилось в 1989 году.
Основные виды выращиваемой продукции:  томаты и огурцы разных сортов. Площадь всех теплиц комбината — 132 га. На комбинате работают 1786 человек (на 2 февраля 2021 года).
В 2020 году было создано обособленное подразделение АО Агрокомбината "Южный" - Ростовское, состоящее из 16,6 га теплиц четвертого поколения.